# Terengganu Cycling Team
Terengganu Cycling Team is een wielerploeg die een Maleisische licentie heeft. De ploeg bestaat sinds 2011. Terengganu Polyglon Cycling Team komt uit in de continentale circuits van de UCI.

## Namen
| Periode   | Naam                             | Code | Fietsmerk                                                  |
| --------- | -------------------------------- | ---- | ---------------------------------------------------------- |
| 2011-2018 | Terengganu Cycling Team          | TSG  | ? (2011-2015) Wilier Triestina (2016) Lapierre (2017-2018) |
| 2019-2020 | Terengganu Int. TSG Cycling Team | TSG  | Argon 18                                                   |
| 2021      | Terengganu Cycling Team          | TSG  | Argon 18                                                   |
| 2022-2023 | Terengganu Polygon Cycling Team  | TSG  | Polygon                                                    |
| 2024-2025 | Terengganu Cycling Team          | TSG  | Polygon (2024) ? (2025)                                    |

## Ploegleiders
N.B. alleen ploegleiders met een eigen artikel op wikipedia zijn hier vermeld.

## Renners
N.B. alleen renners met een eigen artikel op wikipedia zijn hier vermeld.

## Overwinningen
| 2011 4e etappe Jelajah Malaysia: Anuar Manan 6e etappe Ronde van Taiwan: Shinichi Fukushima 2e etappe Ronde van Brunei: Anuar Manan 3e etappe Ronde van Brunei: Harrif Saleh 4e etappe Ronde van Brunei: Mohd Shahrul Mat Amin | 0 Eindklassement Ronde van Brunei: Shinichi Fukushima 7e etappe Ronde van Indonesië: Mohd Shahrul Mat Amin 8e etappe Ronde van Indonesië: Shinichi Fukushima 10e etappe Ronde van Indonesië: Shinichi Fukushima 5e etappe Ronde van Hainan: Anuar Manan |

| 2012 4e etappe Ronde van Thailand: Mohammad Saufi Mat Senan 3e etappe Ronde van Zuid-Korea: Jang Chan-jae 1e etappe Jelajah Malaysia: Shinichi Fukushima 3e etappe Jelajah Malaysia: Mohd Shahrul Mat Amin 4e etappe Jelajah Malaysia: Mohd Zamri Saleh 5e etappe Jelajah Malaysia: Mohd Zamri Saleh 6e etappe Jelajah Malaysia: Shinichi Fukushima 7e etappe Ronde van Singkarak: Mohd Zamri Saleh | 0 4e etappe Ronde van Oost Java: Mohd Zamri Saleh 1e etappe Ronde van Brunei: Mohd Nor Umardi Rosdi 4e etappe Ronde van Brunei: Mohd Zamri Saleh 5e etappe Ronde van Brunei: Mohd Zamri Saleh 2e etappe Ronde van Hainan: Mohammad Saufi Mat Senan 2e etappe Ronde van Vietnam: Harrif Saleh 5e etappe Ronde van Vietnam: Harrif Saleh |

| 2013 3e etappe Ronde van Taiwan: Mohd Shahrul Mat Amin 6e etappe Ronde van Singkarak: Mohd Zamri Saleh 3e etappe Jelajah Malaysia: Harrif Saleh 3e etappe Ronde van Borneo: Harrif Saleh | 0 CFI International race 1/Mumbai : Nur Amirul Fakhruddin Marzuki CFI International race 2/Jaipur: Mohamed Saiful Anuar Aziz CFI International race 3/Delhi: Mohd Nor Umardi Rosdi |

| 2014 4e etappe Ronde van Thailand: Maarten de Jonge 4e etappe Ronde van Sharjah: Harrif Saleh | 0 2e etappe Jelajah Malaysia: Mohd Zamri Saleh 3e etappe Jelajah Malaysia: Mohd Zamri Saleh 5e etappe Jelajah Malaysia: Harrif Saleh |

| 2015 3e etappe Ronde van de Filipijnen: Harrif Saleh 3e etappe Ronde van Borneo: Nur Amirul Fakhruddin Marzuki | 0 3e etappe Jelajah Malaysia: Anuar Manan 5e etappe Jelajah Malaysia (ITT): Anuar Manan |

| 2016 3e etappe Ronde van Thailand: Harrif Saleh 4e etappe Ronde van Thailand: Harrif Saleh 2e etappe Ronde van Flores: Daniel Whitehouse Eindklassement Ronde van Flores: Daniel Whitehouse | 0 8e etappe Ronde van Singkarak: Mohd Shahrul Mat Amin 3e etappe Jelajah Malaysia: Harrif Saleh |

| 2017 3e etappe Ronde van de Filipijnen: Daniel Whitehouse 2e etappe Ronde van Tochigi: Maral-Erdene Batmunkh 4e etappe Ronde van Lombok: Mohd Shahrul Mat Amin 1e etappe Ronde van Flores: Drew Morey | 0 1e etappe Jelajah Malaysia: Nur Amirul Fakhruddin Marzuki 2e etappe Jelajah Malaysia: Mohammed Adiq Husainie Othman 5e etappe Jelajah Malaysia: Harrif Saleh 5e etappe Ronde van Selangor: Mohd Zamri Saleh 9e etappe Ronde van Singkarak: Mohd Shahrul Mat Amin |

| 2018 5e etappe Ronde van Langkawi: Artjom Ovetsjkin Eindklassement Ronde van Langkawi: Artjom Ovetsjkin 3e etappe Ronde van Lombok: Metkel Eyob | 0 3e etappe Sri Lanka T-Cup: Harrif Saleh 4e etappe Ronde van de Filipijnen: Metkel Eyob 4e etappe Ronde van China-II (ITT): Artjom Ovetsjkin |

| 2019 4e etappe Ronde van Thailand: Maral-Erdene Batmunkh 2e etappe Ronde van Langkawi: Harrif Saleh Oita Urban Classic: Drew Morey 4e etappe Ronde van Indonesië: Metkel Eyob Proloog Ronde van China-II: Artjom Ovetsjkin | 0 1e etappe Ronde van Siak: Nur Amirul Fakhruddin Marzuki Eindklassement Ronde van Siak: Nur Amirul Fakhruddin Marzuki 1e etappe Ronde van Ijen: Maral-Erdene Batmunkh 2e etappe Ronde van Iran (Azerbeidzjan): Youcef Reguigui 3e etappe Tour of Peninsular: Nur Amirul Fakhruddin Marzuki 5e etappe Ronde van Selangor: Harrif Saleh |

| 2020 5e etappe Ronde van Langkawi: Harrif Saleh 7e etappe Ronde van Langkawi: Harrif Saleh |

| 2021 Grote Prijs van Manavgat: Harrif Saleh Grand Prix Velo Alanya: Carlos Quintero Grand Prix Gündoğmuş: Carlos Quintero | 0 Kahramanmaraş Grand Prix: Jambaljamts Sainbayar Eindklassement Ronde van Thailand: Jambaljamts Sainbayar |

| 2022 6e etappe Ronde van Rwanda: Anatolij Boedjak Grand Prix Mediterranean: Anatolij Boedjak Grand Prix Gündoğmuş: Anatolij Boedjak 3e etappe Ronde van Thailand: Harrif Saleh 4e etappe Ronde van Thailand: Harrif Saleh | 0 Grand Prix Erciyes: Jeroen Meijers Grote Prijs van Kayseri: Anatolij Boedjak Grand Prix Develi: Jambaljamts Sainbayar 1e etappe Ronde van Sakarya: Jambaljamts Sainbayar 5e etappe Ronde van Taiwan: Harrif Saleh |

| 2023 3e etappe Ronde van Algerije: Youcef Reguigui 9e etappe Ronde van Algerije: Youcef Reguigui 10e etappe Ronde van Algerije: Youcef Reguigui 4e etappe Ronde van Taiwan: Jeroen Meijers Eindklassement Ronde van Taiwan: Jeroen Meijers Ploegenklassement Ronde van Taiwan: Boedjak, Ewart, Lakasek, Meijers, Sainbayar | 0 Grote Prijs van Algiers: Youcef Reguigui Courts Mammouth Classique de l'île Maurice: Youcef Reguigui 2e etappe Ronde van Huangshan: Jambaljants Sainbayar Grote Prijs van Kayseri: Anatolij Boedjak 3e etappe Ronde van Iran (Azerbeidzjan): Jambaljants Sainbayar 4e etappe Ronde van Iran (Azerbeidzjan): Anatolij Boedjak |

| 2024 1e etappe Ronde van Sharjah: Jesse Ewart 2e etappe Ronde van Thailand: Nur Aiman Bin Rosli 4e etappe Ronde van Thailand: Jesse Ewart 2e etappe Ronde van Algerije: Youcef Reguigui 4e etappe Ronde van Algerije: Youcef Reguigui | 0 4e etappe Ronde van Ijen: Merhawi Kudus Eindklassement Ronde van Ijen: Merhawi Kudus Bergklassement: Merhawi Kudus Ploegenklassement: Cahyadi, Eyob, Marzuki, Kee, Kudus |

| 2025 Grand Prix Antalya: Wan Abdul Rahman Hamdan Grand Prix Syedra Ancient City: Stefan de Bod 3e etappe Ronde van Mersin: Stefan de Bod Eindklassement Ronde van Mersin: Stefan de Bod Ploegenklassement Ronde van Mersin: Abdul Halim, Bregnhøj, De Bod, Eyob, Mazuki, Mohd Shabri, Zulkurnain | 0 Ploegenklassement Ronde van Kumano: Boedjak, Bregnhøj, Cahyadi, Vadim Pronskii, Bin Rosli, Mazuki |

### Kampioenschappen

#### Nationale
2011
Maleisië, wegwedstrijd: Mohd Shahrul Mat Amin
2012
Maleisië, wegwedstrijd: Mohd Zamri Saleh
Zuid-Korea, wegwedstrijd: Jang Chan-Jae
2013
Maleisië, tijdrit, beloften: Nur Amirul Fakhruddin Marzuki
Maleisië, wegwedstrijd, beloften: Nur Amirul Fakhruddin Marzuki
Maleisië, wegwedstrijd: Mohd Shahrul Mat Amin
2014
Oezbekistan, wegwedstrijd: Muradjan Halmuratov
2015
Maleisië, wegwedstrijd: Nur Amirul Fakhruddin Marzuki
2016
Maleisië, tijdrit: Mohd Nor Umardi Rosdi
Maleisië, wegwedstrijd: Mohd Zamri Saleh
Mongolië, tijdrit: Maral-Erdene Batmunkh
Singapore, tijdrit: Goh Choon Huat
2017
Mongolië, tijdrit: Maral-Erdene Batmunkh
Singapore, tijdrit: Goh Choon Huat
Singapore, wegwedstrijd: Goh Choon Huat
2018
Mongolië, tijdrit: Maral-Erdene Batmunkh
Singapore, tijdrit: Goh Choon Huat
Singapore, wegwedstrijd: Goh Choon Huat
2019
Algerije, tijdrit: Youcef Reguigui
Rusland, tijdrit: Artjom Ovetsjkin
Singapore, tijdrit: Goh Choon Huat
Singapore, ploegentijdrit: Goh Choon Huat
Singapore, wegwedstrijd: Goh Choon Huat
Maleisië, wegwedstrijd: Nur Amirul Fakhruddin Marzuki
2020
Mongolië, wegwedstrijd: Maral-Erdene Batmunkh
Panama, tijdrit: Cristofer Jurado
Panama, wegwedstrijd: Cristofer Jurado
Rusland, tijdrit: Artjom Ovetsjkin
2022
Mongolië, tijdrit: Jambaljamts Sainbayar
Singapore, tijdrit: Goh Choon Huat
2023
Mongolië, wegwedstrijd: Jambaljants Sainbayar
Algerije, tijdrit: Youcef Reguigui
Maleisië, tijdrit beloften: Zhe Yie Kee
Maleisië, wegwedstrijd: Nur Aiman Mohd Zariff
Indonesië, tijdrit: Aiman Cahyadi
2024
Cyprus, tijdrit: Andreas Miltiadis
Cyprus, wegwedstrijd: Andreas Miltiadis
Indonesië, tijdrit: Aiman Cahyadi
Maleisië, tijdrit: Nur Aiman Rosli
Maleisië, tijdrit beloften: Zhe Yie Kee
Maleisië, wegwedstrijd: Nur Amirul Fakhruddin Marzuki
2025
Maleisië, tijdrit: Nur Aiman Rosli
Maleisië, wegwedstrijdL: Nur Aiman Rosli
Maleisië, tijdrit beloften: Zhe Yie Kee
Maleisië, wegwedstrijd beloften: Zhe Yie Kee
Oekraïne, wegwedstrijd: Anatolij Boedjak

#### Overige
2015: Zuidoost-Aziatische Spelen, wegwedstrijd: Mohd Zamri Saleh
2016: Aziatisch kampioenschap U23, tijdrit: Maral-Erdene Batmunkh
2018: Afrikaans kampioenschap, ploegentijdrit: Metkel Eyob
2019: Afrikaanse Spelen, wegwedstrijd: Youcef Reguigui